# ایهور کراپوکین
ایهور کراپوکین (اوکراینی: Крапивкин Игорь Евгеньевич؛ زادهٔ ۱۴ مهٔ ۱۹۶۶) بازیکن فوتبال اهل اتحاد جماهیر شوروی سوسیالیستی است.